# Nicholas McCarthy

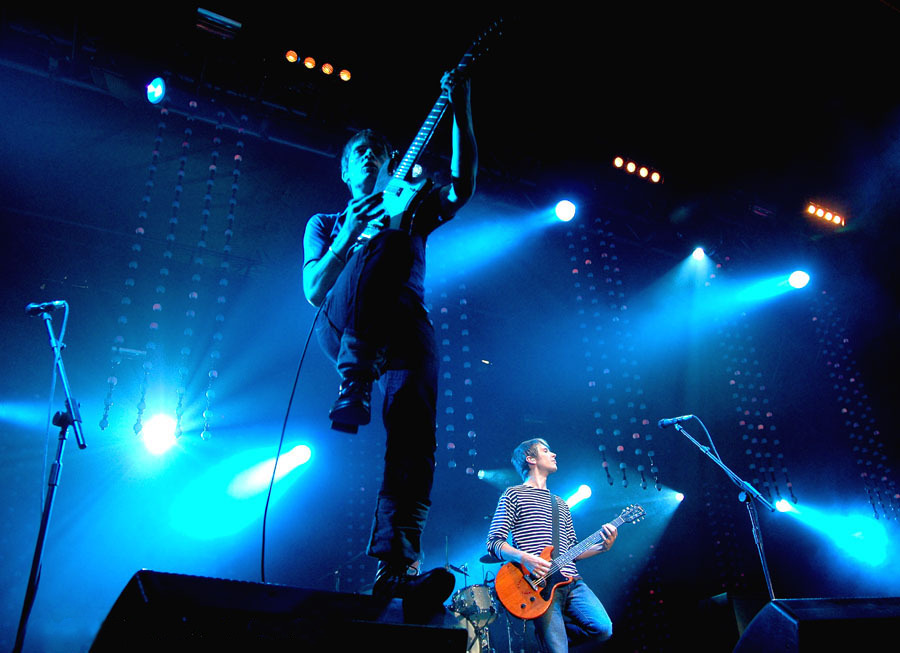
McCarthy med Franz Ferdinand 2006

Nicholas Augustine McCarthy, född 13 december 1974 i Blackpool, England, är en brittisk musiker. Han är gitarrist, bakgrundssångare och keyboardspelare i den skotska rockgruppen Franz Ferdinand. 
McCarthy flyttade när han var mycket liten till Rosenheim, Tyskland där han växte upp. Han spelade en tid bas i det tyska jazzbandet Embryo. Under 2000-talet flyttade han till Glasgow, där han 2001 var med och bildade Franz Ferdinand.